# الجهجاه
الجهجاه هو رجل من الموالي يخرج في آخر الزمان، يكون له صولة وجولة بين الناس، ولم يذكر عنه النبي ﷺ صفاته أو فترته الزمنية أو مدة ملكه.

## ذكره في الحديث النبوي
روي أن رسول اللّه ﷺ قال: 
| الجهجاه | لا تذهب الأيام والليالى حتى يملك رجل ، يقال له : الجهجاه | الجهجاه |

روي أن رسول اللّه ﷺ قال: 
| الجهجاه | لا يذهب الليل والنهار حتى يملك رجل من الموالى ، يقال له : الجَهْجَاهُ | الجهجاه |

## رجل من قحطان
اختلف العلماء في أن الجهجاه هو نفسه الرجل من قحطان الذي يسوق الناس بعصاه الذي ذُكر في الحديث 
روي أن رسول اللّه ﷺ قال: 
| الجهجاه | لَا تَقُومُ السَّاعَةُ حَتَّى يَخْرُجَ رَجُلٌ مِنْ قَحْطَانَ يَسُوقُ النَّاسَ بِعَصَاهُ | الجهجاه |

- فمنهم من رجح أنه الجهجاه، ومنهم القرطبي فقال: «ولعل هذا الرجل القحطاني، هو الرجل الذي يقال له الجهجاه، وأصل الجهجهة الصياح بالسبع. يقال: جهجهت بالسبع، أي زجرته بالصياح، ويقال: جهجه عني. أي انته. وهذه الصفة توافق ذكر العصا. والله أعلم».[6]
- ومنهم من قال إنه يختلف عن الجهجاه، فعن ابن حجر العسقلاني عن نعيم بن حماد أنه روى من وجه قوي عن عبد الله بن عمرو أنه ذكر الخلفاء ثم قال: «ورجل من قحطان كلهم صالح»، وهذا القحطاني ليس هو الجهجاه، فإن القحطاني من الأحرار لأن نسبه إلى قحطان الذي تنتهي أنساب أهل اليمن من حمير وكندة وهمدان وغيرهم إليه، وأما الجهجاه فهو من الموالي، ويؤيد ذلك ما رواه الإمام أحمد بن حنبل وصححه أحمد شاكر عن أبي هريرة قال: «قال رسول الله ﷺ: لا يذهب الليل والنهار حتى يملك رجل من الموالي يقال له: الجهجاه.»

### سوقه الناس بعصاه
والمراد بكونه يسوق الناس بعصاه أنه يغلب الناس فينقادون له ويطيعونه، والتعبير بالسوق بالعصا للدلالة على غلظته وشدته، وأصل الجهجاه الصيَّاح، وهي صفة تناسب العصا كما يقول ابن حجر 

## معنى اسمه
الجيم والهاء ليس أصلاً؛ لأنه صوتٌ. يقال جهجهت بالسَّبُع إذا صحتَ به. قال:وحَكَى ناسٌ: تجهجَهَ عن الأمر

الجَهْجَهَةُ: من صياح الأَبطال في الحرب وغيرهم، وقد جَهْجَهُوا وتَجَهْجَهُوا؛ قال: فجاءَ دُون الزَّجْرِ والتَّجَهْجُهِ وجَهْجَهَ بالإِبل: كَهَجْهَجَ
وجَهْجَهَ الرجلَ: رَدَّه عن كل شيء كهَجْهَج.